# Martti Katajisto
Martti Katajisto (6 de diciembre de 1926 – 25 de enero de 2000) fue un actor teatral, cinematográfico y televisivo finlandés.

## Biografía

### Inicios
Su nombre completo era Martti Viljami Katajisto, y nació en Parkano, Finlandia, siendo sus padres Aati Sipilä y Laura Agneta Teresia Helander. Katajisto conoció el ambiente teatral siendo niño gracias a las actividades de la sociedad Parkanon Nuorisoseuran. Más adelante recibió formación teatral, graduándose en la Academia de Teatro de la Universidad de las Artes de Helsinki tras estudiar allí en 1945–1947.

### Carrera teatral
En el año 1947 Katajisto llegó al Kansanteatteri de Helsinki, donde actuó en la pieza de Pirkko Raitio Edvardin lapset junto a Marjatta Kallio y Usko Kantola. En la obra Niskavuori, encarnó a Jaakko Harjula, personaje que repitió en la adaptación al cine de la pieza rodada en 1952. Antes de ello, en 1951, Katajisto llevó a cabo un viaje de estudios a París, Francia.
Katajisto ingresó en el Teatro Nacional de Finlandia en 1954, interpretando al siguiente año a Bassanio en El mercader de Venecia, de William Shakespeare. Entre sus papeles figuran los protagonistas en Hamlet (1957), Romeo y Julieta y El inspector general (de Nikolái Gógol). Otras de sus obras fueron Los hermanos Karamazov (de Fiódor Dostoyevski), La sonata de los espectros (de August Strindberg), La fierecilla domada (de Shakespeare), Oppineita naisia, Tartufo (de Molière) y The School for Scandal (de Richard Brinsley Sheridan). 
La carrera de Katajisto comenzó su declive en la década de 1960. Según sus propias palabras, era demasiado mayor para los papeles de jóvenes, y demasiado joven para los papeles de viejo. Katajisto fue un actor destacado representando la obra de Henrik Ibsen Casa de muñecas (1972), que tuvo una buena recepción crítica. Aunque tenía cada vez menos papeles, trabajó en el Teatro Nacional hasta su jubilación en 1990. Sus últimas obras teatrales fueron la de Ilmari Turja Särkelä itte y la de Eugene O’Neill A Electra le sienta bien el luto.

### Carrera cinematográfica
Katajisto empezó en el cine interpretando pequeños papeles. Debutó con Nuoruus sumussa, película dirigida por Toivo Särkkä en 1946. Después coprotagonizó otras tres cintas, hasta que llegó su gran oportunidad en el clásico de Valentin Vaala Ihmiset suviyössä en 1948, cinta en la que encarnaba a Nokia. Recibió un Premio Jussi por su trabajo como Nokia, el primer personaje homosexual de la historia del cine finlandés. Al siguiente año fue el príncipe Florestanina en Prinsessa Ruusunen, papel con el que se sintió encasillado con los personajes de jóvenes hermosos y brillantes.
En 1950 Katajisto fue coprotagonista, junto a Eeva-Kaarina Volanen, en la película dirigida por Toivo Särkkä Katariina kaunis leski. Tres años más tarde tuvo el papel principal de la cinta de Edvin Laine Jälkeen syntiinlankeemuksen. También protagonizó la galardonada comedia Nukkekauppias ja kaunis Lilith (1955), en la que actuó junto a Hillevi Lagerstam. Otras películas de dicha época fueron las dirigidas por Laine Niskavuoren Heta (1952) y Niskavuori taistelee (1957). 
La carrera de Katajisto en el cine finalizó en la década de 1960 como consecuencia de la Huelga de Actores de 1963–1965. Antes, en 1960, fue protagonista de Nina ja Erik. Sin embargo, volvió al cine en los años 1990, actuando en tres producciones, siendo dos de ellas Isä meidän (1993), de Veikko Aaltonen, y Kulkuri ja joutsen (1999), de Timo Koivusalo.

### Radio y televisión
Martti Katajisto también hizo carrera en la radio. En las décadas de 1950 y 1960 actuó en obras radiofónicas dirigidas por Eero Leväluoma y Urpo Lauri. Una de las emisiones más conocidas en las que participó fue el monólogo de Federico García Lorca Härkätaistelijan kuolema, radiado en 1979. Katajisto fue igualmente actor televisivo, trabajando en telefilmes como Hänen olivat linnut (1976) y series, entre ellas Vihreän kullan maa (1988).
Katajisto falleció en el año 2000 en el Hospital Laakso de Helsinki, a los 73 años de edad.

## Filmografía (selección)
- 1946 : Nuoruus sumussa
- 1948 : Laulava sydän
- 1948 : Haaviston Leeni
- 1948 : Hormoonit valloillaan
- 1948 : Ihmiset suviyössä
- 1949 : Vain kaksi tuntia
- 1949 : Prinsessa Ruusunen
- 1949 : Katupeilin takana
- 1949 : Kanavan laidalla
- 1949 : Orpopojan valssi
- 1950 : Maija löytää sävelen
- 1950 : Katarina kaunis leski
- 1952 : Yhden yön hinta
- 1952 : Niskavuoren Heta
- 1953 : Jälkeen syntiinlankeemuksen
- 1954 : Mä oksalla ylimmällä
- 1955 : Nukkekauppias ja kaunis Lilith
- 1957 : Niskavuori taistelee
- 1958 : Sven Tuuva
- 1959 : Yks' tavallinen Virtanen
- 1960 : Nina ja Erik
- 1976 : Hänen olivat linnut (TV)
- 1985 : Suuri illusioni
- 1993 : Isä meidän
- 1995 : Aatamin poika (TV)
- 1999 : Kulkuri ja joutsen